# Honolulu-Maler

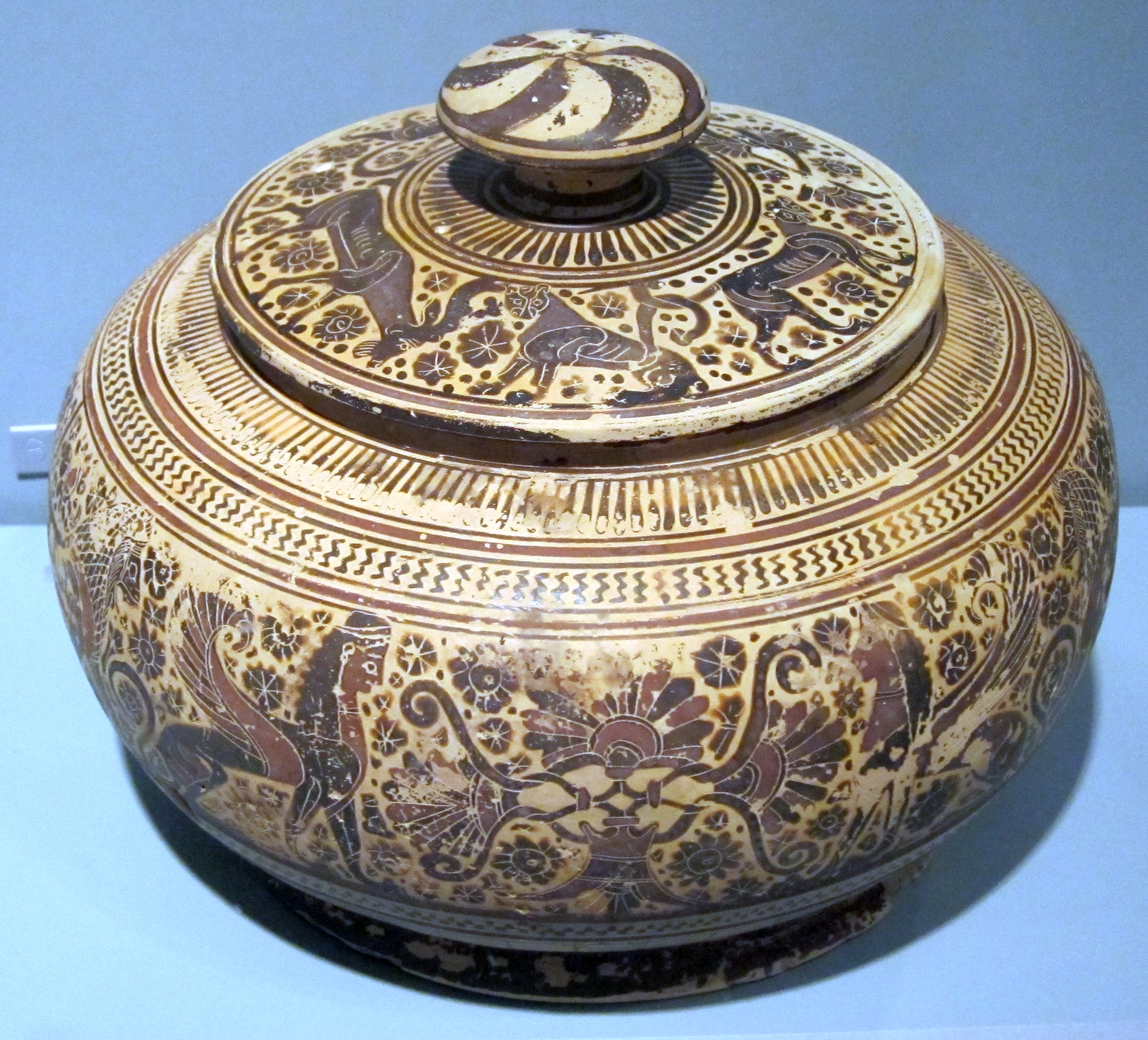
Namenvase des Honolulu-Malers

Honolulu-Maler ist der Notname eines korinthisch-schwarzfigurigen Vasenmalers, der etwa von 600 bis 575 v. Chr. tätig war.
Seine Vasen zeichnen sich durch die üppige Dekoration mit Tierfriesen aus Vögeln, Hirschen und Löwen sowie Sphingen und Sirenen aus. Die Bilder im Hauptfries der Vasen sind symmetrisch aufgebaut, die Flächen zwischen den Tieren sind üppig mit floralen Ornamenten geschmückt.
Benannt ist der Honolulu-Maler nach seiner Namenvase, die sich im Honolulu Museum of Art befindet. Von Darrell A. Amyx werden ihm je zwei Pyxiden und Amphoren zugeschrieben.